# Khướu bụi đốm đỏ
Stachyris striolata là một loài chim trong họ Timaliidae.